# 2005年北部湾冲突
2005年北部湾冲突是2005年1月8日在北部湾发生的中国海警与越南海盗冲突事件。

## 背景
北部湾是中越两国陆地和海南岛环抱的半封闭海域，面积12.8万平方公里，历史上两国一直没有一条明确的分界线，根据联合国海洋法公约，中越两国在北部湾海域内的专属经济区和大陆架全部重叠，导致中越间的渔业纠纷频繁。两国2004年达成北部湾海上划界协议，《中越关于两国在北部湾领海、专属经济区和大陆架划界协议》及《中越北部湾渔业合作协议》两个文件于2004年6月30日正式生效。中越两国的协议中，划定了面积达3万平方多公里的共同渔区和为期4年的过渡性安排水域。8月，中越边界谈判代表团举行特别会晤。双方约定，在北部湾按照划界和渔业合作协定进行管理，本着互谅互让精神，不采取过激和武力行动；在海上不采取任何导致问题复杂化和争议扩大化的行动，不诉诸武力或以武力相威胁，包括不对渔船使用武力。协议生效后，北部湾海域内仍不时出现渔民捞捕纠纷，但未发生过严重流血冲突事件。但却经常发生海盗劫掠中国渔民的事件。2004年12月5日中国渔船琼洋浦290××号船在441渔区（北纬19.32度，东经107.28度）被一艘不明国籍的木船袭击，船上10余人中两人手持冲锋枪。3名海盗跳上船，把驾驶室里的单边带、卫星导航仪洗劫一空，又把刚收上来的400张渔网掠走，造成8万多元人民币的损失。

## 过程
1月8日上午9时40分，中国海南省“琼临高11291号”等6艘渔船在北部湾中越共同渔区中方一侧正常作业时，遭到3艘越南船只武装抢劫。中国渔船被抢310张渔网及一批渔货，价值人民币300余万元。当中国渔船追赶越南抢劫船时，遭到越方人员的枪击。接到中国渔船报警后，正在附近巡逻的中国海南省边防总队海警支队46085号艇前来处置，越南抢劫船首先向中国海警开枪，并投掷手雷和炸药。中国海警在表明身份、鸣枪示警无效的情况下，被迫自卫还击，双方发生激烈交火。最终，中国海警将3艘越南抢劫船中的一艘拦截在东经107°11′30″，北纬19°02′00″中方海域内，距分界线1.6海里。另外两艘抢劫船逃往越南海域。交火中，9名越南海盜被击毙，8人被抓获，中国海警缴获冲锋枪1支，手枪套1个，子弹88发。在中国海警登船前，越南抢劫分子将其余武器扔入海中。中国海警46085艇被击中3处，1人手臂輕伤，中国“琼临高11291号”渔船被击中8处。
另一逃逸船只上一人被击毙，被捕船只此前4次抢劫中国船只。
经此一役後, 北部灣海盜劫掠中國漁民的事件迅速減少。2005年2月6日，海南省海口市中级人民法院公开审理此案，对犯有抢劫罪的八名海盗判处驱逐出境，所有越南罪犯均在春节（2月9日）前获释回国。

## 越南方面看法
越南认为这些船只是普通渔船。越南国家传媒报道，1月8日，中国船只没有提出警告就向两艘越南渔船开火，渔船上9人当场死亡，5人受伤。越南青年报报道，中国船只带走其中一艘包括8具尸体及8名渔民越南渔船，其中2名渔民受伤，另一艘船则成功逃脱。越南外交部发言人黎勇发表声明：“越南已经要求中国采取正面行动防止及即时停止这类错误行为发生，并要求调查和严惩凶手。”

## 名单
全部来自清化省

### 被捕获船只死者名单
- Nguyễn Văn Tùng, 37岁
- Lê Văn Tuyên, 37岁
- Nguyễn Xuân Trọng, 27岁
- Nguyễn Hữu Biên, 27岁
- Đinh Văn Đông, 20岁
- Nguyễn Văn Trung, 20岁
- Trần Nghiệp Hùng, 39岁
- Phan Văn Dũng, 24岁

### 逃逸船只死者名单
该船中弹400余发
- Nguyễn Văn Tâm, 27岁 清化省厚禄县

### 被俘者名单
- Lê Văn Thảo, 43岁
- Đồng Văn Chinh, 44岁
- Phạm Văn Cảnh, 20岁
- Nguyễn Văn Cường, 20岁
- Nguyễn Văn Dũng, 27岁
- Phạm Văn Bình, 19岁
- Nguyễn Mạnh Hùng, 26岁
- Trương Đình Thái, 18岁

## 视频
边防海警真枪实弹打击越南海盗边防海警真枪实弹打击越南海盗.（archive版）